# Nouvelle Biographie Nationale
De Nouvelle Biographie Nationale (afgekort NBN) is een Franstalig biografisch woordenboek dat sinds 1988 wordt uitgegeven door de Académie royale de Belgique. In het woordenboek zijn de biografieën van overleden bekende (en minder bekende maar wel vermeldenswaardige) Belgen en personen die leefden op het grondgebied van het huidige België opgenomen.

## Ontstaan
De Nouvelle Biographie Nationale is de opvolger van de Biographie Nationale die tussen 1866 en 1986 werd uitgegeven. In oktober 1986 besliste de Franstalige academie om een einde te maken aan de publicatie van de Biographie Nationale omdat het oude concept, dat sinds 1866 nauwelijks aangepast was, niet meer beantwoordde aan de behoeften van dat moment.
Om het Koninklijk Besluit van 1845, dat stelde dat de academie belast was met de publicatie van een nationaal biografisch woordenboek, te respecteren werd er gelijktijdig beslist om te starten met een nieuwe reeks naslagwerken volgens een nieuw en moderner concept waarbij er een min of meer vaste indeling per biografie wordt gevolgd. Het nieuwe naslagwerk dat als tegenhanger diende te fungeren voor het Nationaal Biografisch Woordenboek dat uitgegeven wordt door de drie Vlaamse Academiën kreeg de naam Nouvelle Biographie Nationale.

## Uitgaven
In 1988 verscheen het eerste boekdeel. De volgende boekdelen verschenen met een interval van ongeveer twee jaar:
- Deel 1: 1988
- Deel 2: 1990
- Deel 3: 1994
- Deel 4: 1997
- Deel 5: 1999
- Deel 6: 2001
- Deel 7: 2003
- Deel 8: 2005
- Deel 9: 2007
- Deel 10: 2010
- Deel 11: 2012
- Deel 12: 2014
- Deel 13: 2016
- Deel 14: 2018
- Deel 15: 2020